# Alluaudomyia sordidipennis
Alluaudomyia sordidipennis är en tvåvingeart som beskrevs av Clastrier och Wirth 1961. Alluaudomyia sordidipennis ingår i släktet Alluaudomyia och familjen svidknott. Inga underarter finns listade i Catalogue of Life.